# Juanjo Ciércoles
Juan José Ciércoles Sagra, detto Juanjo (L'Hospitalet de Llobregat, 27 maggio 1988), è un ex calciatore spagnolo, di ruolo centrocampista.

## Carriera
Dopo essere uscito dalle giovanili dell'Espanyol, è entrato a far parte della seconda squadra del club, rimanendovi per quattro stagioni (tra il 2006-2007 e il 2009-2010) trascorse fra la terza e la quarta serie nazionale.
Nel 2010 è passato al Sabadell con la formula del prestito. La squadra ha chiuso al 1º posto il campionato di Segunda División B 2010-2011 ed è stata promossa in Segunda División per la prima volta dopo 18 anni. All'inizio della stagione successiva, nel luglio del 2011, ha rescisso con l'Espanyol per continuare a giocare nel Sabadell a titolo definitivo. Quella al Sabadell è stata una parentesi piuttosto lunga, condizionata però anche da alcuni problemi fisici: ha dovuto infatti saltare parte del campionato di Segunda División 2014-2015 per una lesione al menisco, quindi ha giocato per due mesi con una lesione della cartilagine per cercare – invano – di aiutare la squadra a raggiungere la salvezza e a fine stagione è ritornato in sala operatoria per un ulteriore intervento al fine di sistemare il problema, anche se ciò gli ha fatto saltare l'intero campionato 2015-2016 di terza serie.
Nel gennaio 2017 Juanjo Ciércoles è volato in Giappone in virtù di un accordo con l'FC Tokyo, ma dopo qualche giorno è rientrato in Catalogna per motivi fisici, continuando al Sabadell fino al termine della stagione 2016-2017.
Dopo sette anni e oltre 150 presenze in campionato collezionate con la maglia del Sabadell, Juanjo Ciércoles ha lasciato il Sabadell alla scadenza contrattuale e si è unito al Badalona, altra squadra catalana militante nella terza serie nazionale.
La permanenza di Juanjo Ciércoles al Badalona tuttavia è durata solo pochi mesi poiché nel gennaio 2018 il giocatore è stato acquistato a titolo definitivo dal GIF Sundsvall con un contratto di due anni. La squadra, partecipante al massimo campionato svedese, nel corso della stagione ha avuto in rosa numerosi altri giocatori spagnoli come David Batanero, Carlos Moros Gracia, Samu de los Reyes, Pol Moreno e David Haro. Nell'Allsvenskan 2018 Ciércoles ha disputato 27 partite (ricevendo 10 cartellini gialli) e la squadra ha raggiunto la salvezza, mentre nell'Allsvenskan 2019 è arrivata la retrocessione, con il centrocampista spagnolo impegnato in 26 partite di campionato (nelle quali è stato ammonito 11 volte). Ha iniziato la stagione 2020 in Superettan sempre al GIF Sundsvall, ma ha ufficialmente lasciato la squadra il 15 luglio di quell'anno, facendo ritorno in Spagna da svincolato. Dopo alcuni mesi senza squadra, ha annunciato il ritiro dal calcio giocato.